# Catacumba dos Santos Gordiano e Epímaco
Catacumba dos Santos Gordiano e Epímaco é uma catacumba romana localizada no local onde hoje está a Piazza Galeria, no quartiere Appio-Latino de Roma.

## História
Esta catacumba, cujo nome é uma referência a dois mártires sepultados no local, foi chamada de Catacumba da Água Mariana quando foi descoberta, pois o arqueólogo Enrico Josi, durante um programa de escavações realizado durante a Segunda Guerra Mundial (1940-1941), não a identificou como sendo a catacumba dos mártires Gordiano e Epímaco. Uma descoberta casual foi feita em 1955: numa escavação realizada durante as obras de um edifício na superfície, foi recuperada uma parte de um cubículo com afrescos, salvo da destruição total por causa da intervenção do padre Antonio Ferrua, na época o diretor da Pontifícia Comissão de Arqueologia Sacra, mas ainda assim parte da estrutura acabou demolida.
Somente algumas galerias desta catacumba hipogeia foram descobertas e, em parte, objeto de escavações; os arqueólogos supõem tratar-se de uma necrópole muito maior, com muitos níveis, utilizada ainda, segundo algumas inscrições descobertas no local, até o reinado do imperador Flávio Cláudio Juliano (361-363).

## Mártirio
As fontes antigas contam que estavam sepultados numa catacumba hipogeia na Via Latina perto da Muralha Aureliana: Gordiano, Epímaco, Quarto e Quinto. Os quatro foram mencionados no "Martirológio Jeronimiano" nas celebrações de 10 maio. Segundo a tradição cristã, Gordiano foi martirizado durante as perseguições aos cristãos do imperador Juliano, o Apóstata — na realidade, durante o reinado de Juliano não foram martirizados cristãos, pois ele sabia que os mortos seriam tratados como santos, o que só ajudava a nova religião — e Epímaco foi morto um século antes, durante a perseguição do imperador Décio (249-251). Nada se sabe sobre Quarto e Quinto. As sepulturas destes mártires nas catacumbas foram depois confirmadas pelo itinerário destinado a peregrinos do século VII, a Notitia ecclesiarum urbis Romae, que acrescenta ainda a presença de outro santo, Trófimo. Outros itinerários, além dos cinco já mencionados, relembram ainda outros mártires sepultados no local, Sofia, Sulpício e Serviliano, mas as informações sobre eles são confusas e fragmentárias. Os itinerários mencionam ainda a presença, no nível do solo, de uma basílica, dedicada aos santos Gordiano e Epímaco, e de um mausoléu dedicado a Trófimo, mas nenhum vestígio resta destas estruturas.

## Descrição
O monumento mais interessante desta catacumba é o que foi descoberto em 1955 e hoje batizado de "Cubículo D". Ele tem a forma quadrada com três arcossólios e os afrescos das paredes são da segunda metade do século IV. O mais importante mostra Cristo sentado com roupa de um "mestre", o senhor de uma residência romana, com duas figuras aos lados, provavelmente Gordiano e Epímaco, que trazem nas mãos uma coroa, o símbolo de seu martírio. Outros afrescos representam Moisés recebendo as tábuas da Lei, a Ressurreição de Lázaro, o Pecado original e o episódio do Antigo Testamento, muito popular na época, de Susana "casta" (representada nua se banhando).